# Clinotanypus vulgaris
Clinotanypus vulgaris är en tvåvingeart som beskrevs av Jean-Jacques Kieffer 1913. Clinotanypus vulgaris ingår i släktet Clinotanypus och familjen fjädermyggor. Inga underarter finns listade i Catalogue of Life.